# Paracles lehmanni
Paracles lehmanni là một loài bướm đêm thuộc phân họ Arctiinae, họ Erebidae.